# 씨잼
씨잼(영어: C JAMM, 본명: 류성민, 1993년 2월 28일 ~ )은 대한민국의 힙합 MC, 래퍼이다. 현재 스윙스가 이끄는 레이블 저스트뮤직 소속이었으나 2022년 3월 3일 EP '걘' 발매와 함께 저스트 뮤직과의 계약이 종료되었다. 인천 래퍼들이 중심인 크루 섹시 스트릿 (영어: $exy $treet)을 이끌고 있다. 《Show Me The Money 5》의 준우승자이다.
2011년과 2013년에 믹스테잎 'What the Nice'와 'Go So Yello'를 각각 발표했다.
2014년에 《Show Me The Money 3》에 세미파이널까지 진출해서 대중들에게 자신의 이름을 알리게 되는 계기가 되었고, 2016년에 고등학교 절친이라고 알려진 비와이와 함께 참가한 《Show Me The Money 5》에서 준우승을 차지함으로써 대중에게 깊은 인상을 남기게 되는 결정타가 되었다.
2018년 5월 28일, 대마초 및 코게인 흡연 혐의로 구속되었다. 마약류 관리에 관한 법률 위반 등 혐의로 징역 1년 6개월에 집행유예 2년을 선고받았다.

## 출연작

### 방송
- Mnet 《Show Me The Money 3》 - 참가자 (3위)
- Mnet 《Show Me The Money 5》 - 참가자 (준우승)
- MBC 《나 혼자 산다》 - 게스트
- KBS2 《해피투게더 3》

## 음반

### 정규
- <Good Boy Doing Bad Things> (2015)

### EP
- 킁 (2019)
- 걘 (2022)

### 믹스테잎
- What The Nice (2012)
- Go So Yello (2013)

### 컴필레이션
- We Yello (2013)

씨잼의 크루 '섹시 스트릿 ($exy $treet)'의 컴필레이션 앨범으로, 같은 섹시스트릿 소속의 비와이, 최엘비, 제이조, 키보와 함께하였다.
- 파급효과 (2014)

씨잼의 레이블 '저스트뮤직'의 첫 번째 컴필레이션 앨범
- 우리효과 (2017)

저스트 뮤직의 두 번째 컴필레이션 앨범
- Series (2018)

저스트 뮤직의 세 번째 컴필레이션 앨범

### 싱글
- 2013년 10월 8일 디지털 싱글 'A Yo'
- 2013년 10월 24일 디지털 싱글 'Young & Hottest'
- 2013년 11월 4일 디지털 싱글 'Yello Card'
- 2014년 12월 12일 디지털 싱글 'Good Night'
- 2015년 3월 10일 디지털 싱글 '로열 로더(Royal Roader)'
- 2015년 4월 28일 디지털 싱글 'WASSUP'
- 2015년 5월 19일 디지털 싱글 '걍 음악이다'
- 2015년 11월 10일 무료 공개곡 '신기루'
- 2016년 2월 19일 디지털 싱글 'pr0ve'
- 2016년 6월 24일 쇼미더머니5 음원 미션 '$Insa(신사) (with Reddy, 서출구, Zion.T)'
- 2016년 7월 1일 쇼미더머니5 1차 경연 '현상수배(with Reddy, feat. Zion.T)'
- 2016년 7월 8일 쇼미더머니5 2차 경연 세미파이널 '아름다워(feat. ZICO)'
- 2016년 7월 16일 쇼미더머니5 3차 경연 파이널 1차 무대 'MM'
- 2016년 7월 16일 쇼미더머니5 3차 경연 파이널 2차 무대 '재방송(Let it be) (feat. Crush)'
- 2016년 8월 10일 C Jamm & BewhY 디지털 싱글 - 'puzzle'
- 2016년 10월 4일 무료 공개곡 'HA'
- 2017년 4월 14일 A$AP TyY, Bewhy & C Jamm 디지털 싱글 'Like Me'
- 2017년 4월 20일 무료 공개곡 'Back For More'
- 2017년 4월 25일 스컬 & C Jamm 디지털 싱글 'KILLA DREADS'
- 2017년 8월 29일 디지털 싱글 'Know'
- 2017년 12월 25일 스윙스 & C Jamm & BILL STAX 디지털 싱글 'GOAT'
- 2018년 2월 16일 스윙스, C Jamm, 오션검, 릴머니 디지털 싱글 '2'